# کالمیتسکیه میسی
کالمیتسکیه میسی (به لاتین: Kalmytskiye Mysy) یک منطقهٔ مسکونی در روسیه است که در سرزمین آلتای واقع شده‌است.